# Mjölkjakten
Mjölkjakten är den 24:e kortfilmen med Tom och Jerry. Den hade premiär i amerikanska biografer 18 maj 1946. Filmen gavs ut i en nyare version den 9 januari 1954, och är sedan dess aktuell än idag. (Nya versioner på Tom och Jerry-avsnitt var vanligt 1948–1957.)
En föräldralös mus som heter Nibbles skickas till Jerrys mushål med en begäran om att ta hand om honom. Eftersom Nibbles alltid är hungrig efter mjölk går han in till köket, där katten Tom sover, för att dricka lite mjölk från hans skål. Men Tom vaknar och jagar båda mössen, och Jerry gör sitt bästa för att skydda Nibbles.